# فابریزیو پاگهرا
فابریزیو پاگهرا (انگلیسی: Fabrizio Paghera؛ زادهٔ ۱۲ دسامبر ۱۹۹۱) بازیکن فوتبال اهل ایتالیا است. این بازیکن در آکادمی تیم برشا پرورش داده شده است.
از باشگاه‌هایی که در آن بازی کرده‌است می‌توان به باشگاه فوتبال هلاس ورونا، باشگاه فوتبال ویرتوس لانچانو، باشگاه فوتبال برشا، باشگاه فوتبال آولینو، و باشگاه فوتبال پرو ورچلی اشاره کرد.
وی همچنین در تیم‌های ملی فوتبال ایتالیا و Italy under-21 Serie B representative team بازی کرده‌است.